# Академическая гребля на летних Олимпийских играх 1980 — двойки (мужчины)
Соревнования среди двоек распашных без рулевого по академической гребле среди мужчин на летних Олимпийских играх 1980 года прошли с 20 по 27 июля на гребном канале в Крылатском в Москве. В соревновании приняли участие 30 спортсменов из 15 стран. Из-за бойкота Олимпийских игр в соревнованиях не принимали участие ряд спортсменов из западных стран. Тем не менее представители некоторых бойкотирующих стран приняли участие в московских Играх, выступив под олимпийским флагом.
Действующие олимпийские чемпионы и победители последних двух первенств мира гребцы из ГДР братья Бернд и Йорг Ландфойгты продолжили свою победную серию, выиграв золотые медали Игр 1980 года. Ландфойгты стали первыми, кому удалось стать двукратными олимпийскими чемпионами в соревнованиях двоек распашных без рулевого. Также эта победа стала четвёртой кряду для сборной ГДР. Серебряные награды завоевал ещё один экипаж, укомплектованный родными братьями, хозяева соревнований Юрий и Николай Пименовы. Бронзу выиграли представители Великобритании Чарльз Уиггин и Малкольм Кармайкл.

## Призёры
| Золото                                 | Серебро                               | Бронза                                             |
| ГДР · Бернд Ландфойгт · Йорг Ландфойгт | СССР · Юрий Пименов · Николай Пименов | Великобритания · Чарльз Уиггин · Малкольм Кармайкл |

## Рекорды
До начала летних Олимпийских игр 1984 года лучшее олимпийское время было следующим:
| Лучшее олимпийское время | Спортсмены                             | Время    | Место    | Дата         |
| ------------------------ | -------------------------------------- | -------- | -------- | ------------ |
| Лучшее олимпийское время | ГДР · Йорг Ландфойгт · Бернд Ландфойгт | 06:33,02 | Монреаль | 23 июля 1976 |

По итогам соревнований ни один из экипажей не смог превзойти данный результат.

## Расписание
| Дата    | Время | Раунд                  |
| ------- | ----- | ---------------------- |
| 20 июля | 10:50 | Предварительные заезды |
| 22 июля | 10:50 | Отборочный заезд       |
| 24 июля | 11:00 | Полуфиналы             |
| 27 июля | 11:00 | Финалы                 |

## Результаты

### Предварительный этап
Первые три места из каждого заезда проходит в полуфинал соревнований. Все остальные спортсмены попадали в утешительные заезды, где были разыграны ещё три полуфинальных места.

#### Заезд 1
| Место | Спортсмены                           | Страна  | Время   | Отставание | Примечания |
| ----- | ------------------------------------ | ------- | ------- | ---------- | ---------- |
| 1     | Бернд Ландфойгт Йорг Ландфойгт       | ГДР     | 7:19,05 | +0,00      | SF         |
| 2     | Константин Постою Валер Тома         | Румыния | 7:30,90 | +11,85     | SF         |
| 3     | Вилфрид Ауэрбах Томас Линемайр       | Австрия | 7:39,48 | +20,43     | SF         |
| 4     | Михаэль Йессен Эрик Кристиансен      | Дания   | 7:43,04 | +23,99     | R          |
| 5     | Николаос Иоаннидис Георгис Куркумбас | Греция  | 7:58,37 | +39,32     | R          |

#### Заезд 2
| Место | Спортсмены                       | Страна         | Время   | Отставание | Примечания |
| ----- | -------------------------------- | -------------- | ------- | ---------- | ---------- |
| 1     | Юрий Пименов Николай Пименов     | СССР           | 7:25,09 | +0,00      | SF         |
| 2     | Чарльз Уиггин Малкольм Кармайкл  | Великобритания | 7:30,57 | +5,48      | SF         |
| 3     | Мирослав Враштил Мирослав Крапек | Чехословакия   | 7:34,83 | +9,74      | SF         |
| 4     | Хосе Пардас Луис Мигель Оливер   | Испания        | 7:46,00 | +20,91     | R          |
| 5     | Роберт Ланг Джон Болт            | Австралия      | 7:50,05 | +24,96     | R          |

#### Заезд 3
| Место | Спортсмены                         | Страна    | Время   | Отставание | Примечания |
| ----- | ---------------------------------- | --------- | ------- | ---------- | ---------- |
| 1     | Франко Вальфорта Антонио Бальдаччи | Италия    | 7:28,77 | +0,00      | SF         |
| 2     | Жан-Клод Руссель Доминик Леконт    | Франция   | 7:33,20 | +4,43      | SF         |
| 3     | Пэт Гэннон Уильям Райан            | Ирландия  | 7:35,10 | +6,33      | SF         |
| 4     | Андерс Ларсон Андерс Вильготсон    | Швеция    | 7:44,16 | +15,39     | R          |
| 5     | Эдгар Нанн Альберик де Суремайн    | Гватемала | 8:06,53 | +37,76     | R          |

### Отборочный этап
Первые три экипажа проходили в полуфинал соревнований. Остальные сборные выбывали из борьбы за медали.
| Место | Спортсмены                           | Страна    | Время   | Отставание | Примечания |
| ----- | ------------------------------------ | --------- | ------- | ---------- | ---------- |
| 1     | Михаэль Йессен Эрик Кристиансен      | Дания     | 7:08,21 | +0,00      | SF         |
| 2     | Андерс Ларсон Андерс Вильготсон      | Швеция    | 7:09,51 | +1,30      | SF         |
| 3     | Роберт Ланг Джон Болт                | Австралия | 7:13,24 | +5,03      | SF         |
| 4     | Хосе Пардас Луис Мигель Оливер       | Испания   | 7:18,45 | +10,24     |            |
| 5     | Николаос Иоаннидис Георгис Куркумбас | Греция    | 7:24,93 | +16,72     |            |
| 6     | Эдгар Нанн Альберик де Суремайн      | Гватемала | 7:34,09 | +25,88     |            |

### Полуфиналы
Первые три экипажа из каждого заезда проходили в финал соревнований. Все остальные спортсмены попадали в финал B, где разыгрывали места с 7-го по 12-е.

#### Заезд 1
| Место | Спортсмены                         | Страна         | Время   | Отставание | Примечания |
| ----- | ---------------------------------- | -------------- | ------- | ---------- | ---------- |
| 1     | Бернд Ландфойгт Йорг Ландфойгт     | ГДР            | 6:40,51 | +0,00      | FA         |
| 2     | Чарльз Уиггин Малкольм Кармайкл    | Великобритания | 6:51,47 | +10,96     | FA         |
| 3     | Андерс Ларсон Андерс Вильготсон    | Швеция         | 6:54,12 | +13,61     | FA         |
| 4     | Франко Вальфорта Антонио Бальдаччи | Италия         | 7:00,79 | +20,28     | FB         |
| 5     | Пэт Гэннон Уильям Райан            | Ирландия       | 7:02,11 | +21,60     | FB         |
| 6     | Вилфрид Ауэрбах Томас Линемайр     | Австрия        | 7:04,48 | +23,97     | FB         |

#### Заезд 2
| Место | Спортсмены                       | Страна       | Время   | Отставание | Примечания |
| ----- | -------------------------------- | ------------ | ------- | ---------- | ---------- |
| 1     | Юрий Пименов Николай Пименов     | СССР         | 6:52,11 | +0,00      | FA         |
| 2     | Константин Постою Валер Тома     | Румыния      | 6:52,70 | +0,59      | FA         |
| 3     | Мирослав Враштил Мирослав Крапек | Чехословакия | 6:56,70 | +4,59      | FA         |
| 4     | Михаэль Йессен Эрик Кристиансен  | Дания        | 6:56,90 | +4,79      | FB         |
| 5     | Жан-Клод Руссель Доминик Леконт  | Франция      | 7:10,26 | +18,15     | FB         |
| 6     | Роберт Ланг Джон Болт            | Австралия    | 7:11,76 | +19,65     | FB         |

### Финалы

#### Финал B
| Место | Спортсмен                          | Страна    | Время   | Отставание | Итоговое место |
| ----- | ---------------------------------- | --------- | ------- | ---------- | -------------- |
| 1     | Пэт Гэннон Уильям Райан            | Ирландия  | 6:54,60 | +0,00      | 7              |
| 2     | Жан-Клод Руссель Доминик Леконт    | Франция   | 6:55,22 | +0,62      | 8              |
| 3     | Вилфрид Ауэрбах Томас Линемайр     | Австрия   | 6:58,96 | +4,36      | 9              |
| 4     | Роберт Ланг Джон Болт              | Австралия | 6:59,13 | +4,53      | 10             |
| 5     | Франко Вальфорта Антонио Бальдаччи | Италия    | 7:00,71 | +6,11      | 11             |
| 6     | Михаэль Йессен Эрик Кристиансен    | Дания     | DNF     | DNF        | 12             |

#### Финал А
Главными фаворитами олимпийского турнира являлись действующие чемпионы гребцы из ГДР братья Бернд и Йорг Ландфойгты. По ходу турнира никому не удалось оказать серьёзную конкуренцию немецким спортсменам.
В финальном заезде Ландфойгты не смогли со старта, как обычно, создать весомый задел над соперниками. Однако по ходу дистанции им удавалось держаться на первой позиции, которую они в итоге не уступили до самого финиша. Второе место заняли братья Юрий и Николай Пименовы, а бронзу на счету гребцов из Великобритании, при этом результат, показанный гребцами из Великобритании в полуфинале и финале, совпадает с точностью до одной сотой секунды.
| Место | Спортсмен                        | Страна         | Время   | Отставание |
| ----- | -------------------------------- | -------------- | ------- | ---------- |
| 1     | Бернд Ландфойгт Йорг Ландфойгт   | ГДР            | 6:48,01 | +0,00      |
| 2     | Юрий Пименов Николай Пименов     | СССР           | 6:50,50 | +2,49      |
| 3     | Чарльз Уиггин Малкольм Кармайкл  | Великобритания | 6:51,47 | +3,46      |
| 4     | Константин Постою Валер Тома     | Румыния        | 6:53,49 | +5,48      |
| 5     | Мирослав Враштил Мирослав Крапек | Чехословакия   | 7:01,54 | +13,53     |
| 6     | Андерс Ларсон Андерс Вильготсон  | Швеция         | 7:02,52 | +21,51     |